# Damalis major
Damalis major är en tvåvingeart som beskrevs av Wulp 1872. Damalis major ingår i släktet Damalis och familjen rovflugor. Inga underarter finns listade i Catalogue of Life.